# Böda backar
Böda backar este o arie protejată (arie specială de conservare — SAC, sit de importanță comunitară — SCI) din Suedia întinsă pe o suprafață de 154,5 ha, integral pe uscat.

## Localizare
Centrul sitului Böda backar este situat la coordonatele 57°16′11″N 17°01′48″E / 57.2697°N 17.0301°E.

## Înființare
Situl Böda backar a fost declarat sit de importanță comunitară în ianuarie 1998 pentru a proteja un număr necunoscut de specii din flora spontană și fauna sălbatică aflate în arealul zonei. Situl a fost protejat și ca arie specială de conservare în martie 2011.

## Biodiversitate
Situată în ecoregiunea boreală, aria protejată conține 1 habitat natural: Taiga vestică.
La baza desemnării sitului se află un număr nedeclarat de specii protejate.